# Atlanticus gibbosus
Atlanticus gibbosus är en insektsart som först beskrevs av Scudder, S.H. 1894.  Atlanticus gibbosus ingår i släktet Atlanticus och familjen vårtbitare. Inga underarter finns listade i Catalogue of Life.